# Кармел (Нью-Йорк)
Кармел (англ. Carmel) — місто (англ. town) в США, в окрузі Патнем штату Нью-Йорк. Населення — 33 576 осіб (2020).

## Демографія
Згідно з переписом 2010 року, у місті мешкало 34 305 осіб у 11 672 домогосподарствах у складі 9125 родин. Було 12348 помешкань
Расовий склад населення:
| - 92,1 % — білих - 2,0 % — чорних або афроамериканців - 1,8 % — азіатів - 0,1 % — корінних американців - 2,4 % — осіб інших рас |

До двох чи більше рас належало 1,6 %. Частка іспаномовних становила 10,1 % від усіх жителів.
За віковим діапазоном населення розподілялося таким чином: 25,2 % — особи молодші 18 років, 62,4 % — особи у віці 18—64 років, 12,4 % — особи у віці 65 років та старші. Медіана віку мешканця становила 41,3 року. На 100 осіб жіночої статі у місті припадало 98,4 чоловіків;  на 100 жінок у віці від 18 років та старших — 96,9 чоловіків також старших 18 років.
Середній дохід на одне домашнє господарство  становив 125 607 доларів США (медіана — 100 790), а середній дохід на одну сім'ю — 143 149 доларів (медіана — 116 856). Медіана доходів становила 71 467 доларів для чоловіків та 55 596 доларів для жінок. За межею бідності перебувало 3,3 % осіб, у тому числі 2,1 % дітей у віці до 18 років та 3,8 % осіб у віці 65 років та старших.
Цивільне працевлаштоване населення становило 17 864 особи. Основні галузі зайнятості: освіта, охорона здоров'я та соціальна допомога — 27,2 %, будівництво — 12,3 %, роздрібна торгівля — 11,9 %.